# Andy Lee
Andrew Paul "Andy" Lee (født 11. august 1982 i Westminster, South Carolina, USA) er en amerikansk footballspiller, der spiller i NFL som punter for San Francisco 49ers. Lee kom ind i ligaen i 2004, og har ikke spillet for andre klubber end 49ers.
Lee er en enkelt gang, i 2007, blevet udtaget til Pro Bowl, NFL's All Star-kamp. 